# كركند المستنقعات
كركند المستنقعات (الاسم العلمي: Procambarus)، جنس دويبات من جراد المياه العذبة وتنتمي إلى فصيلة كركنديات المياه العذبة. موطنها أمريكا الشمالية والوسطى. ويضم عددًا من الأنواع التي تسكن الكهوف، والكركند الرخامي (marmorkrebs)، وهو بكري التوالد. يوصف في الأصل بأنه جُنيس يضم أربعة أنواع، ويحتوي الجنس الآن على 161 نوعًا ضمن 16 جُنيسًا.